# Shintai
Shintai (jap. kanji 神体 hiragana しんたい), ili s predmetkom za uzvišeno go goshintai, mitama no mikata, mitama-shiro, mishoutai, u prijevodu na hrvatski "uzvišeno tijelo" — sveti objekt u šintoizmu. Spremnica je svoje vrste za božanstvo kami. Može biti neki prirodni objekt poput stabla, kamena, ili djelo ljudskih ruku poput mača.